# Bogdan Volkov
Bogdan Volkov, en ukrainien : Богдан Віталійович Волков, né le 7 décembre 1989 à Tchystiakove, est un ténor lyrique ukrainien. Il se produit régulièrement sur les grandes scènes internationales, remarqué notamment dans le répertoire russe mais aussi dans les répertoires plus classiques de Mozart à Verdi et Puccini.

## Biographie
Bogdan Volkov étudie le chant à l’Institut de musique R. Glier de Kiev (en) puis à l’Académie nationale ukrainienne de musique Tchaïkovski où il termine sa formation en 2013.
Il remporte le premier prix et le prix du public au Concours de l’Opéra de Paris en 2015, organisé par Paris Opera Competition et le deuxième prix du concours Operalia de Plácido Domingo en 2016.
Il participe ensuite au programme de formation du Théâtre Bolchoï de Moscou, avant de rejoindre sa troupe.
Il se produit alors dans le rôle de Raymond, dans une tournée de La Pucelle d’Orléans  donnée en version concertante en mars 2017 sous la direction de Tugan Sokhiev, et qui passe à la Philharmonie de Paris. On le retrouve ensuite à nouveau dans une oeuvre rarement donnée, l'Idiot de Weinberg, cette fois au Bolchoï de Moscou et il incarne le Prince Mychkine. Il reprend triomphalement ce rôle au Festival de Salzbourg en Août 2024, dans la mise en scène de Krzysztof Warlikowski.
Il réalise ses débuts au Metropolitan Opera en mai 2018, dans le rôle de Tybalt dans Roméo et Juliette aux côtés de Charles Castronovo et Ailyn Perez. Il interprète ensuite Mozart, toujours aux USA, en incarnant le rôle de Don Ottavio dans Don Giovanni au Palm Beach Opera puis Tamino dans La Flûte enchantée au Los Angeles Opera.
En juillet 2018 il participe à la Nuit Russe aux chorégies d'Orange en interprétant notamment l'air de Lenski extrait d'Eugène Onéguine.
Son interprétation en juin 2019, du tsarévitch Guidon dans Le Conte du tsar Saltan à la Monnaie de Bruxelles, dans la mise en scène de Dmitri Tcherniakov est saluée en ces termes par Dominique Joucken dans ForumOpéra « Entendre cette voix claire et rayonnante sortir de cette carcasse enroulée sur elle-même est une expérience à la limite du réel. Tout le reste de la représentation est à l’avenant : le ténor parvient à créer un effet de contraste saisissant entre son chant, souple, félin, caressant, et son corps qui exprime la souffrance de ceux qui sont murés dans l’incommunicabilité par la fatalité du handicap. ». Cette production est reprise avec succès à l'Opéra du Rhin en mai 2023,, puis à nouveau à La Monnaie en décembre 2023.
En 2022 et 2023, il rejoint l’ensemble de l’Opéra d’État de Berlin où il avait eu un premier rôle en 2019, celui de Don Antonio dans Les Fiançailles au couvent de Sergueï Prokofiev, mis en scène par Dmitri Tcherniakov, sous la direction de Daniel Barenboim, directeur musical du Staatsoper.Toujours dans le répertoire russe, il chante Lenski dans Eugène Onéguine à l'Opéra d'État de Vienne dans la mise en scène de Dmitri Tcherniakov en novembre 2020 puis à La Monnaie de Bruxelles dans la mise en scène de Laurent Pelly en janvier 2023 et enfin à l'Opéra de Munich dans la mise en scène de Krzysztof Warlikowski en février de la même année.
Au festival de Salzbourg durant l'été 2020 il chante Ferrando dans Cosi fan tutte dans une mis en scène de Christof Loy, dont il sortira un DVD et qui sera repris l'été suivant. C'est dans ce rôle qu' il fait ses débuts au Teatro alla Scala en 2021, puis au Royal Opera House en 2024. Toujours dans Mozart, il est ensuite Don Ottavio en 2024 dans Don Giovanni, à Berlin, Vienne et Paris au Théâtre des Champs-Elysées.
Il chante également Nemorino dans L’elisir d’amore au Staatsoper Unter den Linden de Berlin à l'Opéra de Munich (2021) et à l’Opéra d’État de Vienne (2022) avant d'aborder le rôle du Chevalier de la Force dans Dialogue des Carmélites au Teatro dell’Opera di Roma. Il se produit au Metropolitan Opera et au Festival de Salzbourg dans le rôle de Fenton dans Falstaff en 2023 et en Alfredo dans La Traviata à l'Opéra de Munich en 2024.

## Discographie et Vidéographie
Cosi Fan tutte - mise en scène de Christof Loy, avec Elsa Dreisig (Fiordiligi), Marianne Crebassa (Dorabella), Lea Desandre (Despina), André Schuen (Guglielmo), Bogdan Volkov (Ferrando) et Johannes Martin Kränzle (Don Alfonso), orchestre philharmonique de Vienne sous la direction de Joana Mallwitz, enregistré au Festival de Salzbourg en 2020 - DVD - 100ème anniversaire du Festival de Salzbourg, Unitel, Erato - 2021.